# 麻布區
麻布區（羅馬化：Azabu ）是曾經存在於日本東京府東京市的一個區，存在於1878年（明治11年）至1947年（昭和22年）之間，與芝区、赤坂区、涉谷区相鄰，目前是東京都港區的一部分。